# Королёвский
Королёвский — посёлок в Тюменцевском районе Алтайского края России. Административный центр Королёвского сельсовета.

## История
Основан в 1923 году. В 1928 году состоял из 84 хозяйств, основное население — русские. В административном отношении посёлок входил в состав Ново-Российского сельсовета Куликовского района Каменского округа Сибирского края.

## Население
| 1926 | 1997 | 1998 | 1999 | 2000 | 2001 | 2002 |
| ---- | ---- | ---- | ---- | ---- | ---- | ---- |
| 413  | ↗659 | ↗681 | ↘680 | ↘653 | ↗686 | ↗691 |
| 2003 | 2004 | 2005 | 2006 | 2007 | 2008 | 2009 |
| ↘684 | ↗689 | ↘662 | ↘653 | ↗662 | ↘646 | ↘623 |
| 2010 | 2011 | 2012 | 2013 |      |      |      |
| ↘545 | ↘544 | ↘533 | ↘528 |      |      |      |

### Национальный состав
Согласно результатам переписи 2002 года, в национальной структуре населения русские составляли 93 %.